# Boekhandel Van der Velde

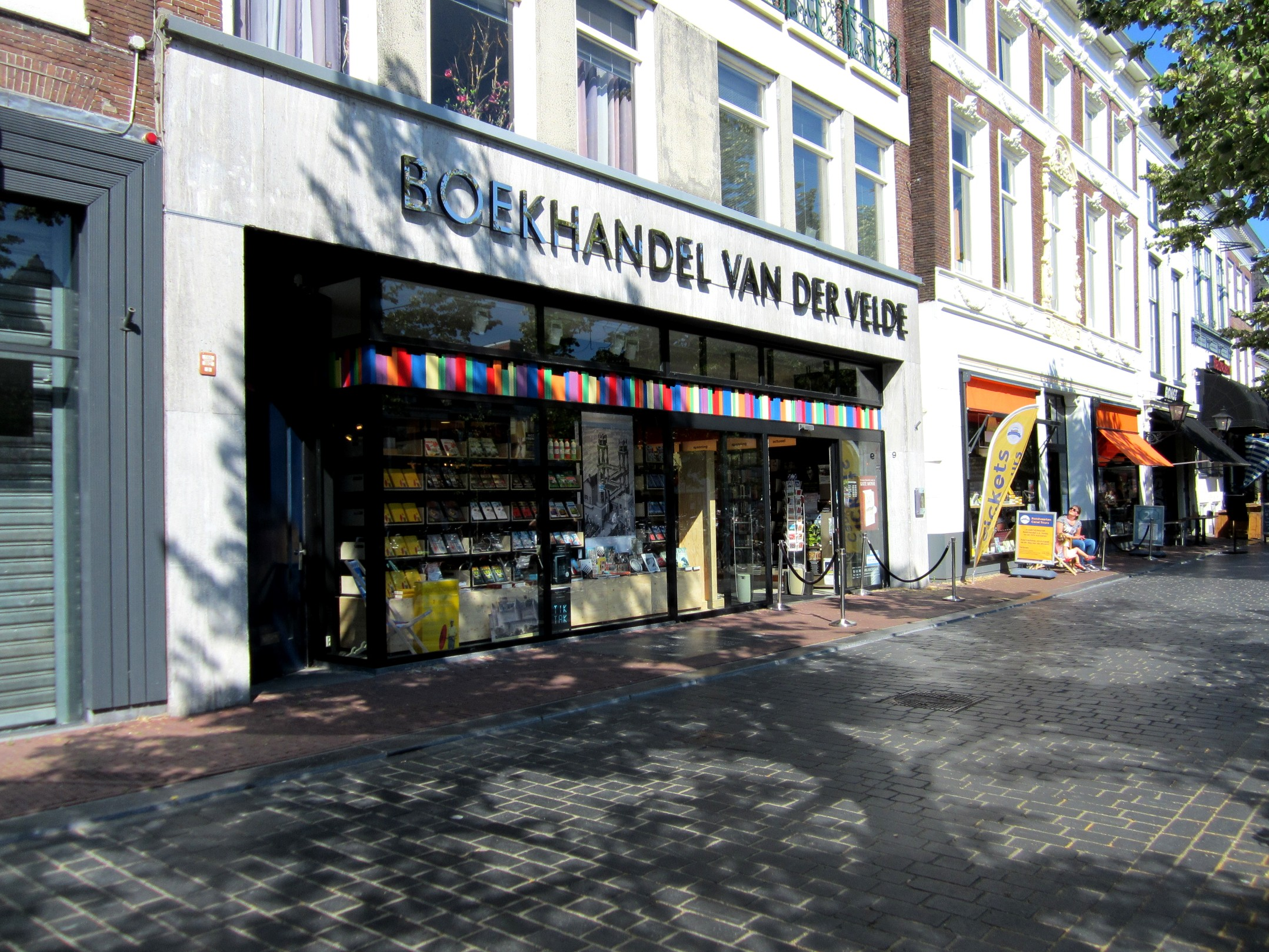
De (hoofd)vestiging van Boekhandel Van der Velde aan de zgn. 'stille kant' van de Nieuwestad in Leeuwarden.

Boekhandel Van der Velde is een groep boekhandels in Noord-Nederland met vestigingen in Leeuwarden, Dokkum, Drachten, Harlingen, Sneek, Assen, Zwolle, Groningen en Zutphen.
De boekhandel bestaat al sinds 1892. Na 112 jaar verhuisde de hoofdvestiging in Leeuwarden in 2005 naar een groter pand. 
In Sneek nam het in 2005 boekhandel De Tille over van Boekhandels Groep Nederland. De beide vestigingen werden samengevoegd in een nieuw pand aan de Kruizebroedersstraat van 500 m². In Groningen werd in 2008 een vestiging geopend die de al bestaande Athena's boekhandel integreerde. Deze werd gevestigd aan het Akerkhof, op de plek waar daarvoor modehuis Zwartsenberg was gevestigd. In mei 2014 werd in Drachten een nieuw pand betrokken van 850 m².
In 2014 toonde Van der Velde interesse in de overname van de vestigingen van Polare in Leeuwarden en Groningen. Op 20 maart van dat jaar nam Van der Velde deze twee vestigingen over, die voortgezet werden onder de naam Van der Velde Boeken. De Leeuwarder Polare werd gesloten en Van der Velde continueerde de verkoop in de bestaande vestiging in Leeuwarden. In Groningen kreeg van der Velde met de overname van Polare (de vroegere Boekhandel Scholtens) de grootste boekhandel (3000 m²) van Noord-Nederland in haar bezit. Deze winkel aan de Guldenstraat werd in de zomer van 2015 echter verruild voor een kleiner pand van 800 m² aan het Waagplein. De bestaande vestiging in Groningen aan het Akerkhof bleef daarbij gehandhaafd.
Op 10 augustus 2018 werd bekendgemaakt dat men Boekhandel Waanders in de Broeren in Zwolle overneemt.